# Lambert van Haven
Lambert van Haven (16 de abril de 1630 - 9 de mayo de 1695) fue un arquitecto, maestro de obras y pintor danés-noruego. Nació en Bergen, hijo del artista Solomon van Haven, que ya había logrado ganarse el favor de la monarquía danesa-noruega.
A partir de 1653, pasó dieciséis años viajando por Italia, Francia y los Países Bajos, donde estudió pintura y arquitectura barrocas.
En 1671, bajo el reinado de Christian V, fue nombrado primer maestro general de obras oficial de Dinamarca-Noruega, con la responsabilidad general de ejecutar los deseos arquitectónicos del rey. Murió en Copenhague.

## Obras principales

### Iglesia de Nuestro Salvador

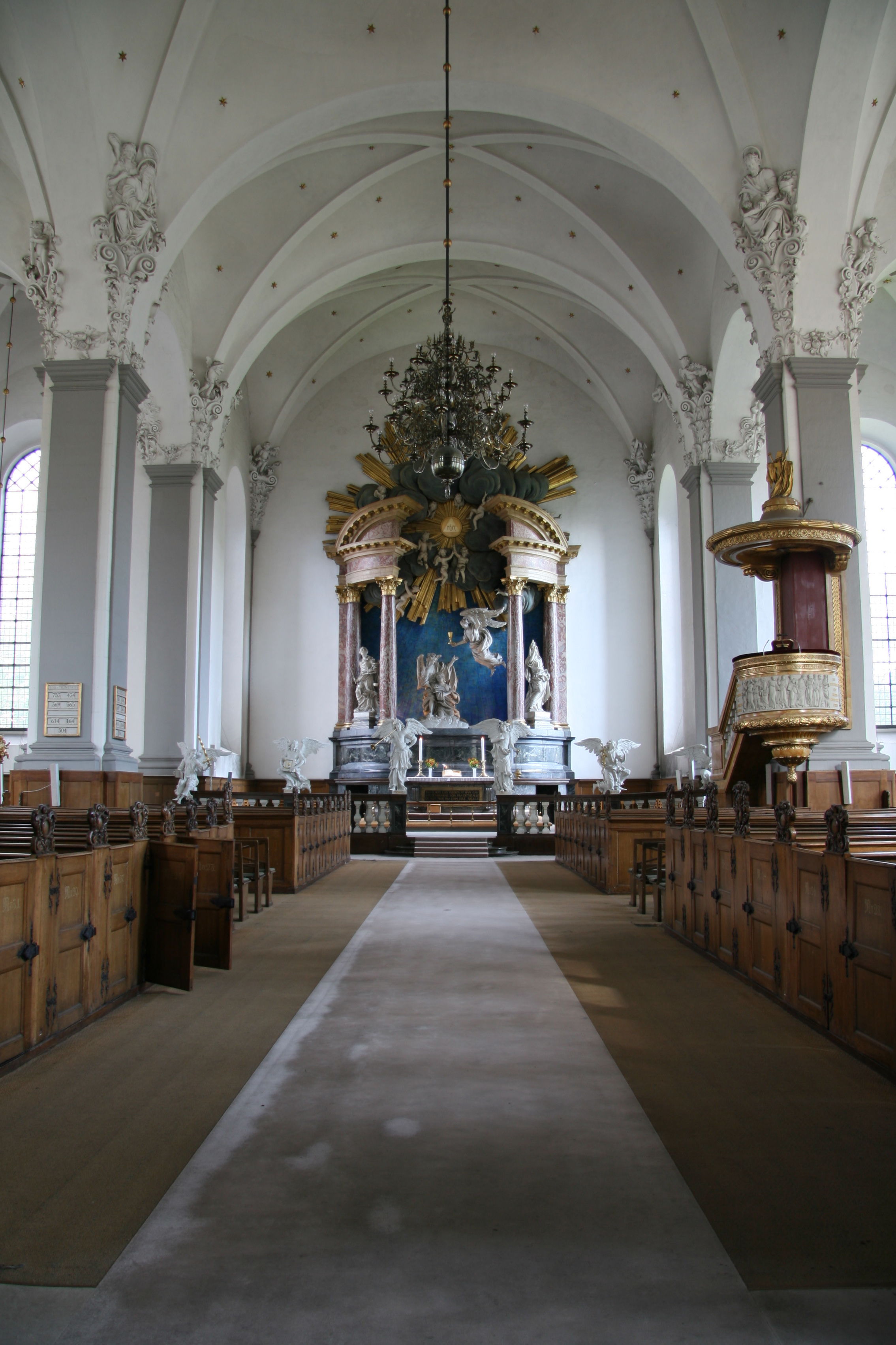
Lambert van Haven: Iglesia de Nuestro Salvador, Copenhague.

Van Haven es recordado sobre todo por su arquitectura, especialmente por la enorme Iglesia de Nuestro Salvador, Copenhague, construida en estilo barroco holandés en forma de cruz griega con pilastras toscanas que se elevan hasta la parte superior de la fachada.

### Nørreport
Por encargo de Christian V, Van Haven también diseñó la nueva e imponente puerta de la ciudad de Nørreport (1671), después de que la puerta original quedara en mal estado.Hasta su desmantelamiento en 1857, fue considerada la más alta y mejor de las puertas de la ciudad de Copenhague, con una fina ornamentación de piedra arenisca.

### Interiores de Frederiksborg
Inspirándose en el estilo barroco italiano y francés, especialmente en el de Bernini, diseñó los interiores del palacio de Frederiksborg, que había sido dañado por un incendio. La Sala de Audiencias, que glorifica a Christian V, es considerada una obra maestra.

### Otras contribuciones
Probablemente también participó en el diseño del Palacio de Charlottenborg  y en el de la Mansión de Niels Juel en Kongens Nytorv, actual Embajada de Francia.  También participó en el diseño de un palacio residencial en Slotsholmen, pero nunca llegó a realizarse.